# Main (papeterie)
Pour les articles homonymes, voir Main (homonymie).
La main, en imprimerie est une quantité de 25 feuilles de papier. On explique que ce nom vient d'un procédé de comptage. On laisse tomber les cinq feuilles les plus basses d'une pile sur la table, puis on intercale le petit doigt, avant de laisser tomber cinq autres feuilles, d'intercaler le doigt suivant, et ainsi de suite. Quand cinq feuilles sont tombées sur l'index, on a compté vingt-cinq feuilles.
Par extension, un papier qui « a de la main » a une certaine tenue à la manipulation, une certaine raideur, qui ne dépend pas seulement du grammage, c'est-à-dire de sa masse par unité de surface. Le 
bouffant donne une mesure correspondant à cette perception ; c'est le volume massique d'une pile de papier. On mesure l'épaisseur sur au moins cinq feuilles ; le rapport entre l'épaisseur moyenne et le grammage donne le bouffant.
- une pile de 250 feuilles de papier dont le grammage est 200 g/m2 et mesure 75 mm a un bouffant de 7500 ÷ 25 ÷ 200 (microns par gramme), soit 1,5.
- une autre qualité de papier, de grammage  180 g/m2, a une épaisseur de 1,8 mm sur 5 feuilles, son bouffant est de 1800 ÷ 5 ÷ 180, soit 2.

Le second papier, bien que plus léger, a plus de main.